# Jaroslav Mintál
Jaroslav Mintál (* 20. července 1952) je bývalý slovenský fotbalista, záložník. Po skončení aktivní kariéry působí u MŠK Žilina jako masér.

## Fotbalová kariéra
V československé lize hrál za ZVL Žilina. Nastoupil ve 42 ligových utkáních a dal 4 góly. V nižších soutěžích hrál i za ZŤS Martin.

## Ligová bilance
| Ročník                                      | Zápasy | Góly | Klub       |
| ------------------------------------------- | ------ | ---- | ---------- |
| 1. československá fotbalová liga 1977/78    | 22     | 1    | ZVL Žilina |
| 1. slovenská národní fotbalová liga 1981/82 | 23     | 5    | ZVL Žilina |
| 1. československá fotbalová liga 1982/83    | 22     | 3    | ZVL Žilina |
| 1. československá fotbalová liga 1983/84    | 1      | 0    | ZVL Žilina |
| 1. slovenská národní fotbalová liga 1983/84 | 12     | 3    | ZŤS Martin |
| CELKEM 1. liga                              | 45     | 4    |            |